# Oleg Sviatoslavitch (prince de Novgorod)
Pour les articles homonymes, voir Oleg Sviatoslavitch.
Oleg Sviatoslavitch de Tchernigov (russe : Олег Святославич) prince riourikide mort le 1er août 1115, ennemi de Vladimir II Monomaque, son cousin. Fils de Sviatoslav de Kiev et père des Grands princes Vsevolod II Olegovitch et Igor II de Kiev.

## Biographie
En 1078, allié à Boris Viatcheslavitch, son parent, par alliance (le père d'Oleg (Sviatoslav II de Kiev) avait épousé, en secondes noces la mère de Boris, tandis qu'Oleg était issu de la première union), il s'oppose à son oncle Iziaslav Ier dans un combat à Nezhatina Niva, près de l'actuel Nijyn, dans lequel Boris et Iziaslav sont tués. Défait, il se réfugie à Tmoutarakan, où il est prince, là les Khazars le font prisonnier pour le vendre à Constantinople. L'empereur byzantin l'envoie en exil à Rhodes où il épouse Théophano Mouzalonissa qui lui donne plusieurs enfants. En 1094, il rentre en Russie avec les Coumans et s'empare de Tchernigov. Il s'oppose alors à ses cousins Sviatopolk II et Vladimir II Monomaque sans pouvoir s'imposer à Kiev. 
Il est l'ancêtre de la famille Gortchakov.